# Novo Horizonte (Santa Catarina)
Novo Horizonte – miasto i gmina w Brazylii, w stanie Santa Catarina. Znajduje się w mezoregionie Oeste Catarinense i mikroregionie Chapecó.